# Ciao Rita
Ciao Rita  è un album di Rita Pavone, pubblicato nel 1971.

## Descrizione
Nel 1971 la cantante è protagonista sul Programma Nazionale di un varietà omonimo in quattro puntate diretto da Romolo Siena, trasmesso dal 28 agosto al 25 settembre. In concomitanza col programma viene distribuito quest'album, disponibile in musicassetta e Stereo8, contenente le due sigle, Ma cos'è questo amore e Arriverciao, pubblicate anche su 45 giri, più altri brani inediti come Sono una nota, Quando una cosa va e Tra La La, Felicità, cover del gruppo The Banana Splits. Furono inseriti anche tre brani già apparsi nel precedente album Gli italiani vogliono cantare: Aquarius, La ragazza di Ipanema e Finalmente libera, cover di Barbra Streisand, lato B del 45 giri E tu. L'album contiene anche quattro brani promossi durante l'estate: Se... Casomai, La suggestione, Come un tiranno e Il mio uomo anch'essi pubblicati su 45 giri.

## Edizioni
L'album fu pubblicato solo in musicassetta e Stereo8 dalla RCA Italiana con numero di catalogo LPK 21166, e ristampato in LP solo nel 2011 con numero di catalogo PSL 21166.
Dell'album non esiste una versione pubblicata in CD, download digitale e per le piattaforme streaming.

## Singoli
Dall'album furono estratti i 45 giri Ma cos'è questo amore/Arriverciao e Come un tiranno/Il mio uomo. Durante l'estate precedente l'uscita del disco, fu promosso anche il 45 giri Se... casomai/La suggestione, i cui brani furono entrambi inclusi nell'album.

## Tracce
1. Arriverciao
2. Finalmente libera (Free again)
3. Ma cos'è questo amore
4. Il mio uomo
5. Sono una nota
6. La suggestione
7. Come un tiranno
8. Ragazza di Ipanema
9. Quando una cosa va
10. Tra La La, Felicità (The Tra-La-La Song)
11. Se... Casomai
12. Aquarius